# Teoria do rio contínuo
A teoria do rio contínuo (em inglês: River Continuum Concept) deriva da sucessão em rios que foi descrita por Robin Vannote et al (1980).
Esta teoria descreve o rio como um gradiente espacial fluvial utilizando alguns conceitos da dinâmica de funcionamento dos componentes físicos de sistemas fluviais. Tem como objetivo prever o funcionamento biológico desses sistemas. Sugerindo que  as características estruturais e funcionais das comunidades devem se ajustar ao gradiente fluvial, estando condicionadas aos padrões de entrada, transporte, utilização e armazenamento da matéria orgânica.
O sistema é comparado a um gradiente, que da cabeceira à foz apresenta um aumento gradual de tamanho. Sendo que os gradientes fluviais são classificados em três grupos: riachos de cabeceira, riachos pequenos ou médios e grandes rios. A teoria sugere ainda que a importância de matéria orgânica que entra na cabeceira deve diminuir conforme o rio vai aumentando, ou seja, da nascente ate à foz.
O sistema sofre mudanças graduais passa de  heterotrófico para autotrófico. As adaptações das comunidades ao longo do rio são visíveis. O modelo do Rio Contínuo prevê que a matéria que entra no sistema nos trechos de cabeceira  que não é processada no local deve ser carregado rio abaixo e totalmente utilizada pelas comunidades ao longo do rio, de forma que a dinâmica do sistema todo permaneça em equilíbrio.
Entretanto há uma diminuição da matéria orgânica particulada grossa e o aumento da matéria orgânica particulada fina no sentido cabeceira-foz, devido aos efeitos da fragmentação resultantes de processos físicos e biológicos. Como a autodepuração, alimentação das comunidades aquáticas, animais filtradores e coletores.
Em trechos de cabeceira onde há o predomínio de corredeiras rasas, existe uma tendência às espécies apresentarem corpo achatado e possuírem mandíbulas cortadoras para lidar com partículas grandes de serrapilheira, aumenta o número de insetos raspadores e peixes insetívoros. Já em riachos de pequeno e médio porte, que são mais largos, quase não estão sombreados. Sendo assim comum a incidência de produção primaria .Nessa área encontram-se comunidades de peixes raspadores e alguns invertebrados predadores.
Com o aumento do leito do rio, há a incidência de luz solar sobre o substrato, mudanças de temperatura e os  teores de sais dissolvidos na água aumentam. Com isso, algas e macrófitas aquáticas começam a ocorrer, aumentando a produtividade primária. Logo, a base da cadeia trófica é gradualmente substituída.
No curso de grandes rios aumenta a incidência de peixes predadores e detritívoros, a correnteza esta reduzida e a água geralmente é barrenta, desta forma diminui a penetração luminosa e a fotossíntese aquática.Neste ponto o rio torna-se novamente heterotrófico.